# Бьелло, Мауро
Мауро Бьелло (англ. Mauro Biello; род. 8 августа 1972, Монреаль) — канадский футболист и тренер.

## Биография
Мауро Бьелло родился 8 августа 1972 года в канадском городе Монреаль. Свою профессиональную футбольную карьеру он начал в 1991 году, когда его приняли в клуб «Монреаль Супра». В 1993 году оказался в «Монреаль Импакт», именно в этой команде Бьелло и провёл большую часть своей карьеры. Он играл с составе «Импакт» вплоть до 1998 года, провёл более 100 матчей и затем покинул клуб, перейдя в «Рочестер Рейджинг Райнос». С этой командой Бьелло завоевал Открытый кубок США, однако после этого вернулся обратно в «Монреаль Импакт». На этот раз он сыграл за «Импакт» более 200 матчей и провёл в команде девять лет, после чего в ноябре 2009 года завершил игровую карьеру из-за большого количества травм, мешающих держать хороший уровень игры.
После завершения игровой карьеры Бьелло остался в клубе, в качестве ассистента главного тренера. 30 августа 2015 года, после того как занимавший эту должность Фрэнк Клопас был уволен, Бьелло был назначен исполняющим обязанностей главного тренера «Монреаль Импакт». Под его руководством команда дошла до полуфинала Восточной конференции MLS, где «Импакт» проиграл клубу «Коламбус Крю». 13 ноября 2015 года он был утверждён главным тренером клуба на постоянной основе. 23 октября 2017 года, после того как «Импакт» не смог выйти в плей-офф впервые за три сезона, Бьелло был уволен.
В феврале 2018 года Бьелло стал помощником тренера национальной сборной Канады Джона Хердмана. 28 августа 2023 года Хердман ушёл в «Торонто» и Бьелло временно возглавил сборную.